# San Girolamo della Carità
San Girolamo della Carità är en kyrkobyggnad och diakonia i Rom, helgad åt den helige Hieronymus. Kyrkan är belägen vid Via di Monserrato, i närheten av Piazza Farnese, i Rione Regola och tillhör församlingen San Lorenzo in Damaso.
Kyrkan är bland annat känd för ett av sina sidokapell, Cappella Spada, vilket uppvisar ett överflöd av polykrom marmor.
Påve Damasus I kallade Hieronymus till Rom år 382 och denne bodde då i ett hus på platsen för dagens kyrka. Första kyrkan byggdes 1419 och om- och tillbyggdes flera gånger därefter. Den nuvarande kyrkan uppfördes 1654–1660 efter ritningar av Domenico Castelli. Fasaden är ett verk av Girolamo och Carlo Rainaldi.
Tillnamnet ”Carità” syftar på Confraternita della Carità, ett brödraskap som utförde barmhärtighetsgärningar och som övertog kyrkan år 1536.
Kyrkan drabbades av en eldsvåda år 1631.

## Interiören
Högaltaruppsatsen och högkoret uppfördes 1654–1655 av Carlo Rainaldi. Högaltarmålningen är en kopia av Domenichinos Den helige Hieronymus sista kommunion (1614); kopian utfördes år 1797 av Antonio Corsi.
Långhusets kassettak är smyckat med Jesu Kristi passionssymboler.
Interiören har sex sidokapell, tre på var sida.

### Höger sida

#### Cappella di Santa Maria Liberatrice (Cappella Spada)
Första sidokapellet på höger hand är invigt åt Jungfru Maria och ätten Spada innehade patronatsrätten. År 1595 överläts kapellet åt Orazio Spada, som lät dekorera det. Efter branden år 1631 gjordes kapellet om under ledning av prästen och amatörarkitekten Virgilio Spada. Spada var god vän med arkitekten Francesco Borromini och tidigare har man trott att denne fick i uppdrag att rita det nya kapellet. Senare forskning har dock visat att nämnde Virgilio Spada, Paolo Maruscelli och Francesco Righi var involverade i utformningen av kapellet. Forskning har visat att Borromini endast bidrog med två utkast till Cappella Spada: en ritning för golvbeläggningen samt en ritning för altarets antependium. Cappella Spada uppvisar ett överdåd i polykrom marmor samt en balustrad skulpterad i jaspis; balustraden utgörs av två änglar som håller upp en kommunionsduk. Änglarna är utförda av Antonio Giorgetti, medan kommunionsduken förmodligen är utförd efter en ritning av Virgilio Spada. Två gravmonument finns i kapellet: biskop Lorenzo Spadas (död 1544) monument av Ercole Ferrata och konsistorialadvokaten Giovanni Spadas (död 1247) monument av Cosimo Fancelli. Intarsiaarbetena i marmor är designade av Cosimo Fanzago och utförda av Giovanni Battista Scala och Giovanni Somazzi, assisterade av Giovanni Maria della Monca och Carlo Spagna.

#### Cappella del Santissimo Crocifisso (Cappella Speziali)
Det andra kapellet är invigt åt den korsfäste Kristus. Över altaret hänger ett bemålat träkrucifix från 1400-talet. Giovanni Battista Cappella och Antonio Giorgetti har utfört stuckarbeten, vilka framställer scener ur Jesu Kristi lidande och död: Kristus i Getsemane, Törnekröningen, Kristi gisslande, Via Dolorosa och Nedtagandet från Korset. På den högra väggen sitter en liten fresk som framställer Filippo Neri celebrerande mässan inför krucifixet i detta kapell.

#### Cappella di San Giovanni Battista (Cappella Marescotti)
Kapellet till höger om högaltaret är invigt åt den helige Johannes Döparen. Altarmålningen avbildar Jungfru Maria med Jesusbarnet och de heliga Josef, Johannes Evangelisten och Johannes Döparen. Kapellet dekorerades av Durante Alberti år 1587, men målades till stor del om av Giovanni Battista Ricci år 1615. Puttina i marmor är ett verk av Domenico Guidi 1663–1664. Bland målningarna märks Kristi dop, Kristi himmelsfärd och De fyra evangelisterna.

### Vänster sida

#### Cappella di San Pietro (Cappella Sanpieri)
Första sidokapellet på vänster hand är invigt åt den helige aposteln Petrus. Altarmålningen utgörs av Giovanni Battista Riccis Kristus överlämnar himmelrikets nycklar åt Petrus. Kapellets sidoväggar har fresker av Girolamo Mengozzi: Tron till vänster och Religionen till höger.

#### Cappella di San Carlo Borromeo (Cappella Magalotti)
Detta kapell, invigt åt den helige Carlo Borromeo, har en altarmålning av Pietro Barbieri vilken framställer Jungfru Maria och Jesusbarnet som uppenbarar sig för de heliga Carlo Borromeo och Filippo Neri.

#### Cappella di San Filippo Neri (Cappella Antamoro)
Kapellet till vänster om högkoret är invigt åt den helige Filippo Neri. Patronatsrätten överläts år 1703 åt adelsmannen och konsistorialadvokaten Tommaso Antamoro (1671–1751). Kapellet ritades ursprungligen av Geronimo Caccia, men gjordes om av Filippo Juvarra 1708–1710. Skulpturen, som föreställer helgonet Filippo Neri i hänryckning, utfördes av Pierre Legros den yngre. Legros står även bakom relieferna Den helige Filippo Neri får se själarna som upptas i himmelen och Den helige Filippo Neri tar emot den helige Ande i sankt Sebastians katakomber. Kapellet har kolonner i siciliansk jaspis och väggar i polykrom marmor. Golvet är ett mästerverk i pietra dura.

## Diakonia
San Girolamo della Carità är sedan år 1965 titeldiakonia.
Kardinaldiakoner
- Giulio Bevilacqua: 25 februari – 6 maj 1965
- Antonio Riberi, pro illa vice titulus: 26 juni – 16 december 1967
- Paolo Bertoli: 30 april 1969 – 5 mars 1973
- Pietro Palazzini: 12 december 1974 – 2 februari 1983, pro illa vice titulus: 2 februari 1983 – 11 oktober 2000
- Jorge María Mejía: 21 februari 2001 – 21 februari 2011, pro hac vice titulus: 21 februari 2011 – 9 december 2014
- Miguel Ángel Ayuso Guixot: 5 oktober 2019 – 25 november 2024

## Bilder
| - San Girolamo della Carità (till vänster) och Santa Caterina della Rota. Gravyr av Giuseppe Vasi. - Långhusets kassettak. - Cappella Antamoro. - Virgilio Spada: skiss för ett gravmonument i Cappella Spada. - San Girolamo della Carità (nummer 701) på Giovanni Battista Nollis topografiska karta över Rom från år 1748. Nummer 699 anger kyrkan Santa Brigida och nummer 706 Piazza Farnese. |